# Anomalosa kochi
Anomalosa kochi är en spindelart som först beskrevs av Simon 1898.  Anomalosa kochi ingår i släktet Anomalosa och familjen vargspindlar.
Artens utbredningsområde är Queensland. Inga underarter finns listade i Catalogue of Life.